# Bracon romani
Bracon romani är en stekelart som beskrevs av Josef Fahringer 1927. Bracon romani ingår i släktet Bracon och familjen bracksteklar. Arten är reproducerande i Sverige. Inga underarter finns listade.